# 阿姓
阿姓，分布广泛的一个罕見漢字姓氏，在中国的上海市、安徽省、河南省、山西省、陕西省、四川省、甘肃省、青海省、新疆维吾尔自治区等地及韩国、台灣均有分布:1,140

## 源流

### 以官为氏
清朝陈廷烨编撰的《姓氏考略》中注引《风俗通》称“伊尹为阿衡，支孙以官为氏。”商朝商汤时期重臣伊尹曾担任阿衡（相當於后世的宰相），其後代中有一支便以其官职為姓，而成为“阿”姓:1,34。

### 鮮卑族漢化
《魏书·官氏志》记载“阿伏于氏，後改為阿氏。”《河南官氏志》记载“阿伏氏及阿贺氏并改为阿”，北魏时期很多鲜卑族姓氏改为汉姓，其中阿伏干氏、阿贺氏改为阿氏:1,140。不过《魏书·官氏志》中记载阿单氏改为单姓:140。

### 以人名为氏
明洪武四年（1371年），原元朝甘肃行省郎中失喇率部归附明朝，于青海海东一带驻牧听调，是为土族第一任阿土司，后其孙子阿吉立功被授以百户之职，始以阿为姓:1。后世子孙多生活在青海海东一带，分属于汉族、土族、蒙古族和藏族等多个民族。

### 琉球族
琉球族漢姓中有阿姓，元祖為三山時代南山王國末代君主他魯每之弟阿衡基。

### 非使用漢姓之民族所用的漢式姓氏
满、彝、傣、土、藏、傈僳、达斡尔、鄂伦春等民族中均有以此姓為漢姓。
《满族姓氏录》中记载滿族姓氏乌扎库氏、巴尔拉氏改为漢姓“阿”:1。
另外，达斡尔族中有阿尔丹氏，有取首个音节以“阿”或“安”为漢姓的:1，阿难氏（一作额嫩氏）也有取首个音节以“阿”为漢姓的:140。鄂伦春族中有阿其格查依尔氏有取首个音节以“阿”为漢姓的:140。

## 讀音
| 阿衡伊尹后裔                                                                  | 窦 | 窦     |                                                            |
| 鲜卑族阿伏氏                                                                  |    | 河     | 《中华古今姓氏大辞典》认为此阿伏氏应为阿伏干氏             |
| 鲜卑族阿贺氏                                                                  |    | 河、窦 |                                                            |
| 鲜卑族阿伏干氏                                                                | 窦 | 窦     |                                                            |
| 鲜卑族阿单氏                                                                  | 窦 |        | 包括《中华古今姓氏大辞典》在内的多种资料均称阿单氏改为单姓 |
| 满族乌扎库氏                                                                  | 窦 |        |                                                            |
| 满族巴尔拉氏                                                                  | 窦 |        |                                                            |
| 达斡尔族阿尔丹氏                                                              | 窦 |        |                                                            |
| 达斡尔族阿难氏                                                                |    | 窦     |                                                            |
| 阿土司家族及其后裔                                                            | 窦 |        |                                                            |
| 鄂伦春族阿其格查依尔氏                                                        |    | 窦     |                                                            |
| 上表中资料简称所代表的资料为： 窦：《中华古今姓氏大辞典》；河：《河南官氏志》 |    |        |                                                            |

## 延伸阅读
[在维基数据编辑]
 《欽定古今圖書集成·明倫彙編·氏族典·阿姓部》，出自陈梦雷《古今圖書集成》